# Tabot (liturgique)
Pour les articles homonymes, voir Tabot.

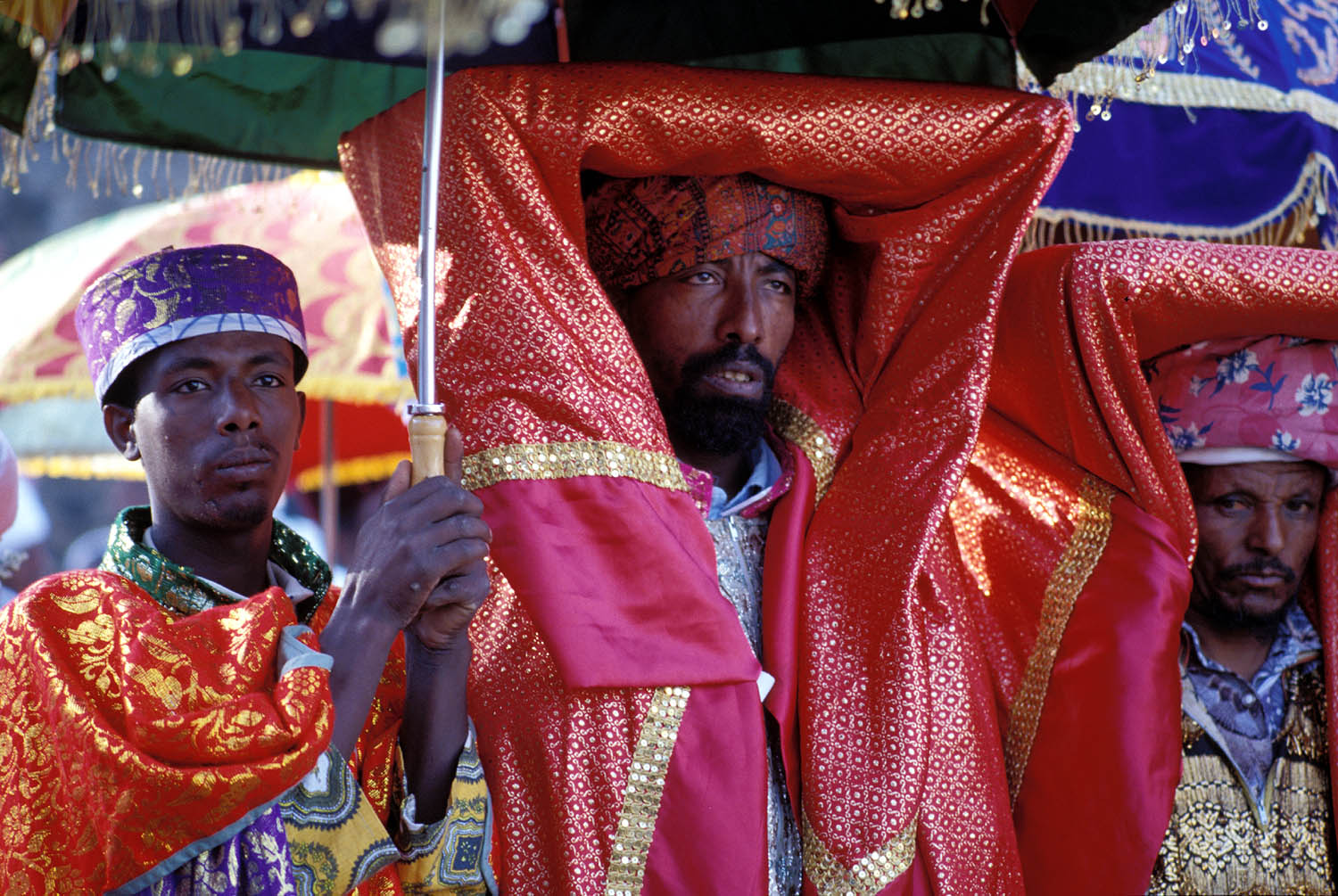
Un prêtre portant sur sa tête un tabot recouvert pendant l'épiphanie 2002 à Gondar en Éthiopie.

Le mot Tabot (ge'ez : ታቦት) désigne une réplique des tables de la Loi utilisée par l'Église éthiopienne orthodoxe ; les dix commandements de la Bible sont inscrits dessus. Tabot peut aussi faire référence à une réplique de l'Arche d'alliance. Étymologiquement, le mot tabot désigne non pas la tablette mais l'arche conformément au vocabulaire biblique[pas clair].
D'après Edward Ullendorff, le mot tabot vient de tebuta (tebota) en araméen, qui lui-même vient de l'hébreu tebah.

## Description
Le tabot est habituellement dissimulé aux fidèles et ne peut être touché que par les prêtres. Il est indispensable au déroulement de la liturgie.

## Pillages et restitutions

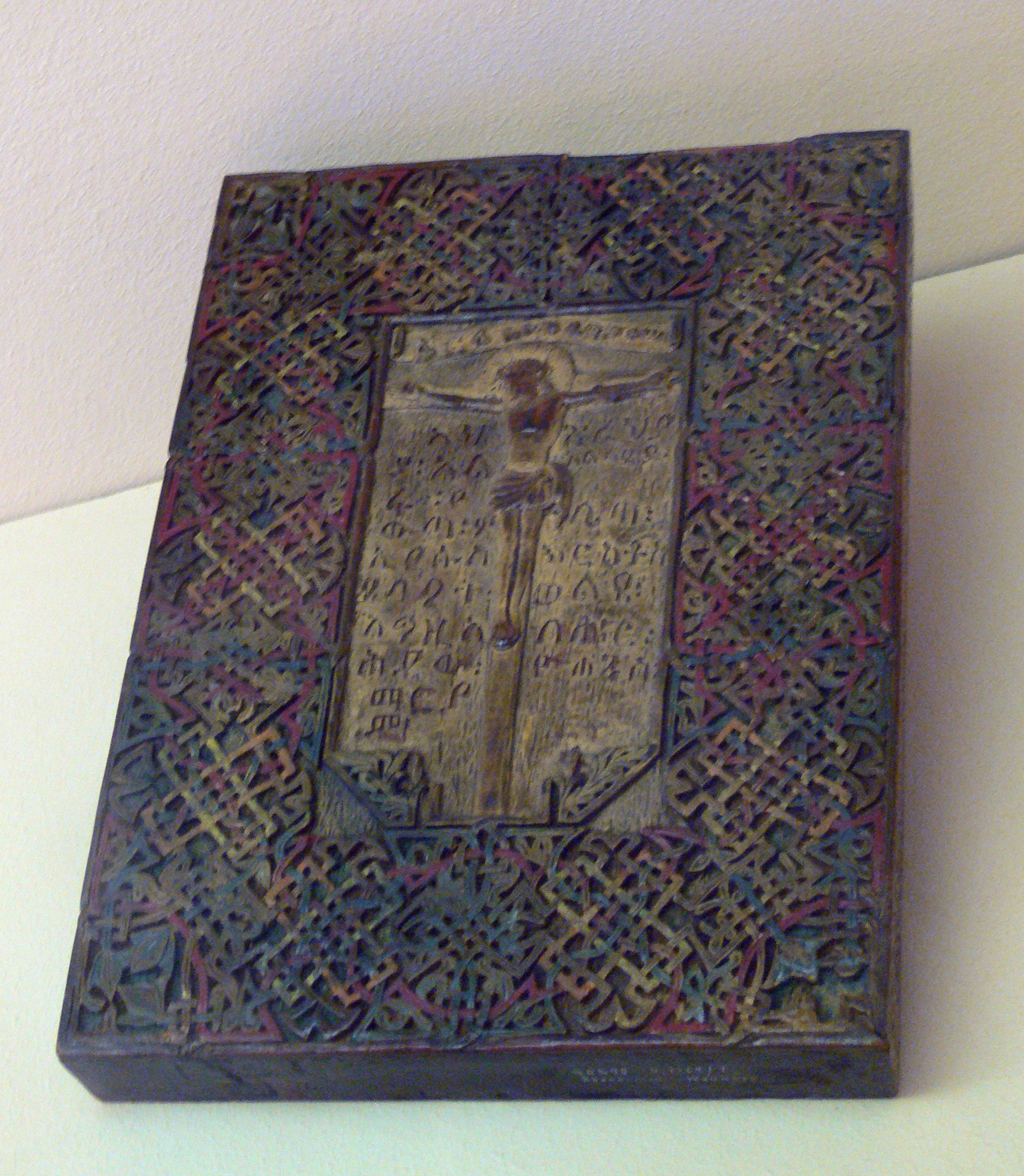
Un tabot au Musée Linden de Stuttgart en 2008.

Bien que les Britanniques n'aient jamais colonisé l'Éthiopie, ils ont volé de nombreux tabots au cours de leur expédition « punitive » de 1868 contre Téwodros II.